# اریک باوتاک
اریک باوتاک (انگلیسی: Éric Bauthéac؛ زادهٔ ۲۴ اوت ۱۹۸۷) بازیکن فوتبال اهل فرانسه است.
از باشگاه‌هایی که در آن بازی کرده‌است می‌توان به باشگاه فوتبال نیس، باشگاه فوتبال کن، باشگاه فوتبال لیل، و باشگاه فوتبال دیژون اشاره کرد.